# Operation Grasp
Die Operation Grasp (engl. „grasp“ = Zugriff)  war eine am 3. Juli 1940 durchgeführte Militäraktion der Royal Navy im Zweiten Weltkrieg, bei der alle in britischen Häfen befindlichen französischen Schiffe gekapert und beschlagnahmt wurden. Auf diese Weise wurde verhindert, dass die Schiffe nach dem elf Tage zuvor unterzeichneten Waffenstillstand von Compiègne in die Hände des Vichy-Regimes oder des Deutschen Reiches fielen.
Die Operation fand gleichzeitig mit der wesentlich umfangreicheren und bekannteren Operation Catapult statt, die sich gegen die französische Flotte im Mittelmeer richtete. Häufig wird die Operation Grasp daher auch als Teil der Operation Catapult angesehen.

## Hintergrund
Nach der Niederlage der alliierten Truppen im Juni 1940 flohen die Schiffe der französischen Marine aus den Häfen Nordfrankreichs, um nicht den vorrückenden Deutschen in die Hände zu fallen. Da der stärkste Marineverband, die Force de Raid bereits zuvor ins Mittelmeer verlegt worden war, um gegen Italien vorzugehen, und des Weiteren die beiden neuen Schlachtschiffe der Richelieu-Klasse sich in die afrikanischen Kolonien zurückzogen, gelangten vor allem kleinere und veraltete Schiffe nach Großbritannien. Die meisten der französischen Schiffe legten in den südenglischen Marinestützpunkten Portsmouth und Devonport (Plymouth) an. Nahezu alle Schiffe waren beschädigt und benötigten Reparaturen.
Weil die Waffenstillstandsbedingungen die französische Marine unangetastet ließen, stand diese im Gegensatz zum Landheer dem neuen Regime recht wohlwollend gegenüber. Ein möglicher Wechsel an die Seite De Gaulles oder gar eine Übergabe der Schiffe an die Royal Navy wurden allgemein als Landesverrat aufgefasst. Marinebefehlshaber Admiral Darlan hatte zudem die Schiffe zur Rückkehr nach Frankreich aufgerufen. Die britische Führung unter Churchill beschloss daher, die französischen Marineeinheiten ohne Vorwarnung zu überrumpeln und notfalls mit Gewalt aufzubringen, oder, wo dies nicht möglich sein sollte, zu versenken.

## Durchführung und betroffene Schiffe

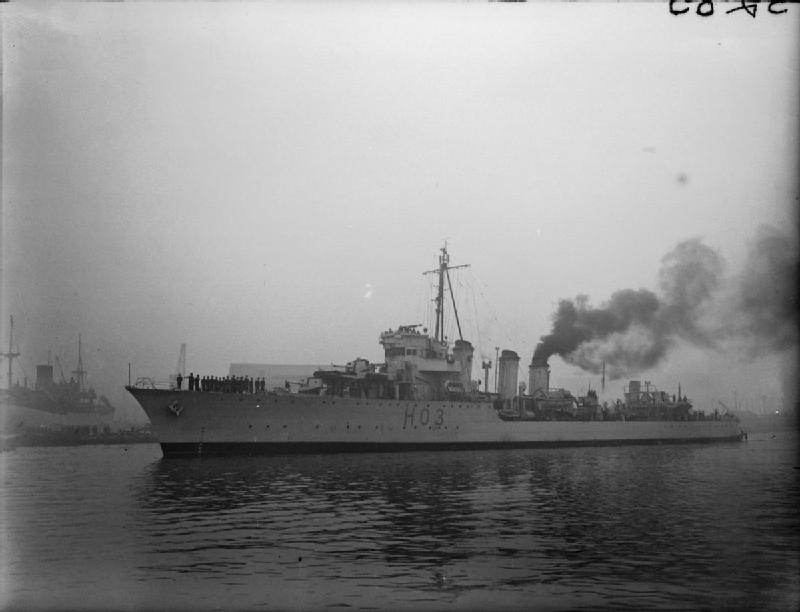
Die Besatzung des Zerstörers Mistral versuchte vergeblich, ihr Schiff selbst zu versenken (das Bild zeigt das Schiff nach der Kaperung in britischen Diensten).

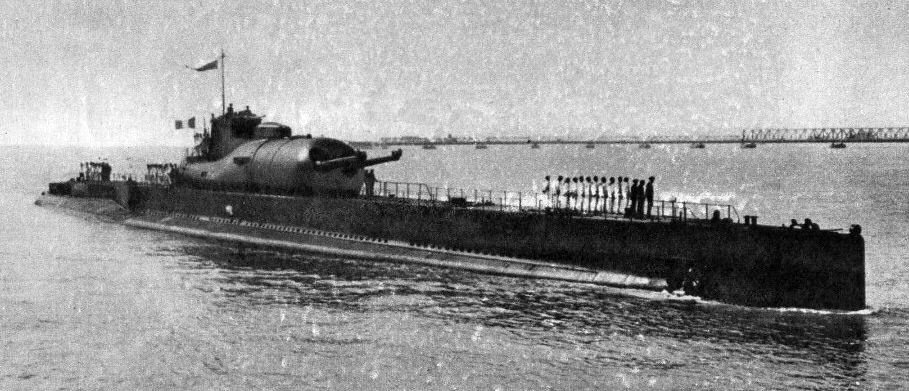
Der U-Kreuzer Surcouf wurde zum Schauplatz eines Feuergefechtes mit mehreren Toten (Vorkriegsbild).

In den frühen Morgenstunden des 3. Juli stürmten Enterkommandos (bestehend aus den Besatzungen der umliegenden britischen Kriegsschiffe und einigen Royal Marines) die französischen Schiffe. An deren Kommandanten wurden Schreiben übergeben, in denen die Beschlagnahmung als bedauerlich aber notwendig gerechtfertigt wurde, da die Deutschen früher oder später versuchen würden, die französische Flotte zu übernehmen und gegen Großbritannien einzusetzen. Anders als später am Tag in Mers-el-Kébir, wo eine starke französische Flotte im eigenen Hafen lag, verzichteten die französischen Schiffe, die in den Häfen Seite an Seite mit überlegenen britischen Kriegsschiffen lagen, größtenteils auf Gegenwehr. Es kam lediglich in Plymouth, wo Admiral Dunbar-Nasmith den Oberbefehl hatte, zu zwei Zwischenfällen: Die Besatzung des Zerstörers Mistral der Bourrasque-Klasse versuchte vergeblich, ihr Schiff durch Öffnen der Seeventile selbst zu versenken.
Blutiger fiel der Widerstand auf dem Unterseekreuzer Surcouf aus, zu diesem Zeitpunkt das größte U-Boot der Welt und das wichtigste französische Schiff in England: Die französische Schiffsführung traf sich in der Offiziermesse mit dem Führer des eingedrungenen Enterkommandos, Commander Denis Sprague (Kommandant des U-Boots Thames), und dessen Stellvertreter Lieutenant Griffiths. Capitaine Paul Martin wurde erlaubt, das Schiff zu verlassen, um sich mit seinem Vorgesetzten Admiral Cayol zu besprechen, der auf dem benachbarten alten Schlachtschiff Paris keinen Widerstand geleistet hatte. In der Abwesenheit des Kommandanten lösten die verbliebenen Besatzungsmitglieder einen Stromausfall der Beleuchtung aus und versuchten in der Dunkelheit Dokumente und Maschinenelemente zu zerstören. Die Beleuchtung wurde allerdings schnell wieder angeschaltet. Commander Sprague forderte nun die französischen Offiziere auf, sofort das Schiff zu verlassen; jeder der sich weigere, würde erschossen werden. Die Franzosen entgegneten, nur Befehle ihres Kommandanten zu befolgen. Sprague zögerte, woraufhin einer der französischen Offiziere mit einer versteckten MAB-Pistole das Feuer eröffnete. Sprague und Griffiths wurden sofort tödlich getroffen. Im anschließenden Feuergefecht auf engstem Raum tötete ein britischer Seemann mit aufgepflanztem Bajonett einen der französischen Bordingenieure und wurde im Gegenzug vom Schiffsarzt erschossen. Die Franzosen gaben schließlich angesichts der Aussichtslosigkeit der Lage auf. Es handelte sich um die erste Kampfhandlung zwischen französischen und britischen Soldaten seit der Schlacht bei Waterloo.
Neben der Surcouf, der Paris und der Mistral wurden in Plymouth der schwere Zerstörer Le Triomphant der Le-Fantasque-Klasse, der Zerstörer Ouragan (Schwesterschiff der Mistral), das Torpedoboot Bouclier der Melpomène-Klasse, die Avisos Coucy und Belfort der Arras-Klasse, der Minenräum-Aviso Commandant Duboc der Élan-Klasse, die beiden U-Boote Junon und Minerve der Minerve-Klasse und vier U-Jagd-Boote gekapert.
In Portsmouth beschlagnahmt wurden das Schlachtschiff Courbet (unter dem Befehl von Admiral Gaudin de Vilaine, Schwesterschiff der Paris und Typschiff der Courbet-Klasse), der schwere Zerstörer Léopard der Chacal-Klasse, die Avisos Amiens, Arras, Epinal (Arras-Klasse), Chevreuil (Chamois-Klasse), Savorgnan de Brazza (Bougainville-Klasse), Diligente (Friponne-Klasse), La Capricieuse (Élan-Klasse) und Quentin Roosevelt; des Weiteren die Flower-Korvette La Malouine, die Torpedoboote Branlebas, Cordelière, Incomprise, Flore und Melpoméne (Melpomène-Klasse), der Minenleger Pollux, die U-Boote Orion und Ondine sowie einige Patrouillen- und U-Jagd-Boote.
In Falmouth wurden die Avisos Commandant Dominé, La Moqueuse (Élan-Klasse), Suippe (Scarpe-Klasse) und Conquérante (modifizierte Friponne-Klasse), das Zielschiff L´Impassible sowie das Forschungsschiff Président Théodore Tissier übernommen.
In Swansea und Dundee wurden die U-Boote Créole (Aurore-Klasse) beziehungsweise Rubis in Besitz genommen.
In weiteren Häfen, darunter Southampton, Hythe, Barry, Greenock und Sheerness, wurden zahlreiche kleinere Boote beschlagnahmt; insgesamt fielen neben den genannten größeren Schiffen 3 Minenleger, 16 U-Jagd-Boote, 7 Torpedoschnellboote, 98 Minensuch- und Wachboote, 42 Schlepper und Hafenfahrzeuge sowie 20 Trawler in britische Hände.

## Folgen
Angesichts der Bombardierung der französischen Flotte in Mers-el-Kébir mit mehr als tausend Toten gerieten die Aktionen in Großbritannien völlig in den Hintergrund und werden meist nur als Randnotiz zu den Ereignissen im Mittelmeer aufgefasst.
Churchill wertete die Operation als klaren Erfolg und erklärte, die schnelle und problemlose Besetzung der Schiffe habe gezeigt, wie einfach die Deutschen von jedem französischen Schiff hätten Besitz ergreifen können, das in einem von ihnen kontrollierten Hafen gelegen hätte („how easily the Germans could have taken possession of any French warships lying in ports which they controlled“).
Einige wenige der gekaperten Schiffe wurden in die Royal Navy eingegliedert, einige weitere an die niederländische und polnische Exil-Marine übergeben. Die meisten Schiffe hingegen wurden De Gaulles „Freiem Frankreich“ unterstellt und bildeten den Kern der freifranzösischen Marine unter Admiral Muselier. Die festgesetzten französischen Schiffsbesatzungen wurden vor die Wahl gestellt, sich entweder den Freifranzosen anzuschließen oder nach Vichy-Frankreich repatriiert zu werden.